# Ischnura rufostigma
Ischnura rufostigma is een libellensoort uit de familie van de waterjuffers (Coenagrionidae).
De soort staat op de Rode Lijst van de IUCN als niet bedreigd, beoordelingsjaar 2010.
De wetenschappelijke naam van de soort werd in 1876 gepubliceerd door Edmond de Sélys Longchamps.

## Synoniemen
- Ischnura annandalei Laidlaw, 1919
- Ischnura mildredae Fraser, 1927
- Ischnura carpentieri Fraser, 1946